# Rotherham County FC
Rotherham County FC was een Engelse voetbalclub uit Rotherham, Yorkshire. In 1903 sloot de club zich aan bij de Midland League en speelde daar tot deze competitie werd stilgelegd voor de Eerste Wereldoorlog. Van 1912 tot 1915 werden 4 opeenvolgende titels behaald.
Na de oorlog werd de club toegelaten tot de Football League toen deze uitgebreid werd van 40 naar 44 clubs in 1925. In 1925 fusioneerde de club met plaatselijke rivaal Rotherham Town, dat 3 seizoenen in de Football League had gespeeld in de jaren 1890, en werd zo Rotherham United.